# Омикрон Водолея
Омикрон Водолея (лат. ο Aquarii), 31 Водолея (лат. 31 Aquarii), HD 209409 — одиночная переменная звезда в созвездии Водолея на расстоянии приблизительно 472 световых лет (около 144 парсеков) от Солнца. Видимая звёздная величина звезды — от +4,89m до +4,68m.

## Характеристики
Омикрон Водолея — бело-голубой субгигант, эруптивная переменная Be-звезда типа Гаммы Кассиопеи (GCAS) спектрального класса B7IVe-sh. Масса — около 3,8 солнечных, радиус — около 4,3 солнечных, светимость — около 340 солнечных. Эффективная температура — около 11482 К.